# Universidad Mayor de San Simón
A Universidad Mayor de San Simón (UMSS) é uma instituição de ensino superior pública cuja sede está localizada na cidade de Cochabamba, Bolívia. É a terceira universidade mais antiga da Bolívia.
Por ter o mais alto nível de educação no país, a UMSS tem sido classificada como a melhor universidade pública na Bolívia. Em suas diferentes faculdades, existem alunos de diversas nações vizinhas, tais como: Argentina, Brasil, Chile, Peru, entre outros. 
A UMSS oferece cursos de graduação e pós-graduação.

## História
Universidad Mayor de San Simón foi fundada em 5 de novembro de 1832 pelo Marechal Andrés de Santa Cruz.

## Faculdades e Escolas Universitárias
- Faculdade de Ciências Agrícolas, Pecuárias, Florestais e Veterinárias.
- Faculdade de Ciencias Bioquímicas e Farmacêuticas.
- Faculdade de Ciências Econômicas.
- Faculdade de Medicina.
- Faculdade de Direito e Ciências Políticas.
- Faculdade de Ciências e Tecnologia.
- Faculdade de Arquitetura e Ciências do Habitat.
- Faculdade de Ciências Humanas e Educação.
- Faculdade de Odontologia.
- Instituto Politécnico Universitário do Valle Alto.
- Escola Técnica Superior de Agronomia.
- Escola Florestal.